# Vincetoxicum scandens
Vincetoxicum scandens är en oleanderväxtart som beskrevs av Carlo Pietro Stefano Stephen Sommier och Levier. Vincetoxicum scandens ingår i släktet tulkörter, och familjen oleanderväxter. Inga underarter finns listade i Catalogue of Life.